# ヒルムシロ
ヒルムシロ（蛭蓆、学名Potamogeton distinctus）は、単子葉類ヒルムシロ科ヒルムシロ属に分類される、浮葉性の水草である。また、ヒルムシロ属の種のうち、浮葉を展開するものの総称でもある。

## 特徴
楕円形の葉を水面に浮かせる。穏やかな流水条件化で生育することもあり、細長い浮き葉の形はそれへの適応かとも見えるが、池などの止水にもよく出現する。
地下茎は泥の中にあって横に這い、水中に茎を伸ばす。茎には節があり、節ごとに葉をつける。葉は互生するが、花序のつく部分では対生することもある。
水中では水中葉を出す。水中葉は細長く、薄くて波打っている。次第に茎が水面に近づくと浮き葉を出し始める。浮き葉は細長い柄を持ち、葉身は楕円形で長さ5-10cm、幅が2-4cm位、先はややとがる。表側はつやがあって水をはじくが、ハスほどではない。葉はやや赤みを帯び、表側は黒っぽく、裏側は赤っぽく見える。
花は夏以降に出る。葉腋からやや長い柄が出て、先端に棒状の花穂がつく。開花時には穂は水面から出て直立するが、花が終わると横向きになって水中に入る。
秋になると茎の先は膨らんで芋状になり、越冬芽を形成する。

## 分布
池や用水路で普通にみられるが、水田周辺からはほとんど消失した。
日本では北海道から琉球列島まで、国外では朝鮮半島から中国、ミャンマーにまで分布する。

## 名前の由来
名前の由来は蛭筵で、浮葉を蛭が休息するための筵に例えて名付けられたとされる。

## 利害
特に利用される例はない。
水田においては雑草と見做されるが、有効な除草剤が上市されたため影響は少なくなっている。

## 近縁種

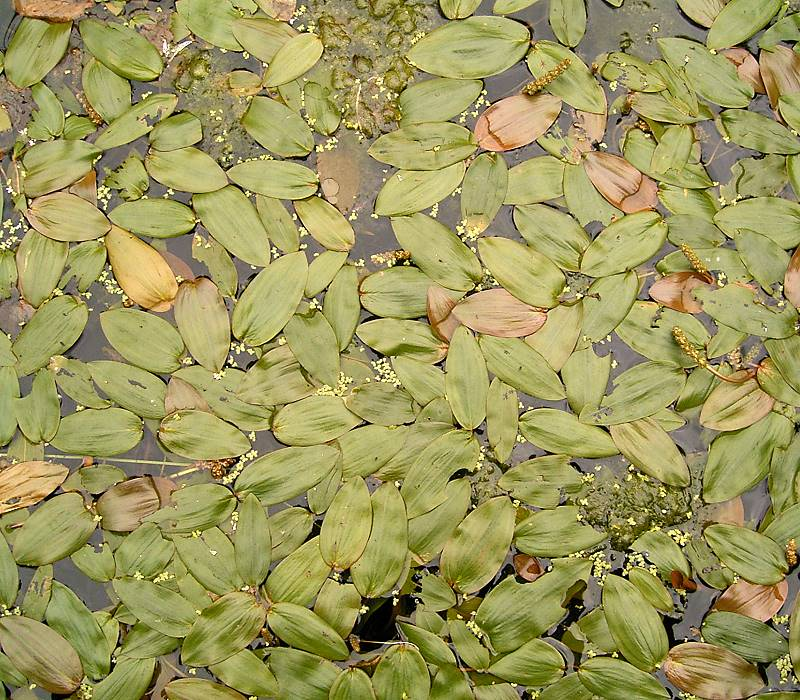
水面を覆う葉（オヒルムシロ）

ヒルムシロ属の植物はすべて水草で、全世界に約100種、日本には18種ほどがあるが、浮葉を出すものと、全く出さない沈水性のもの（エビモなど）があり、はっきりした浮葉を出すものがヒルムシロとよばれる。なかには浮葉を少ししか出さないものもある。日本には、以下のような種がある。
ヒルムシロによく似たもの
- フトヒルムシロ(P. fryeri A. Bennett)
- オヒルムシロ(P. natans L.)

形は似ているが、はるかに小さいもの（浮き葉の長さが2-2.5cm）
- コバノヒルムシロ(P. cristatus Regel et Maack)
- ホソバミズヒキモ(P. octandrus Poiret)